# Galske vojne
Galske vojne so bile niz vojaških pohodov rimskega prokonzula Julija Cezarja proti več galskim plemenom. Trajale so od leta 58 pr. n. št. do leta 50 pr. n. št. in dosegle višek v odločilni bitki za Alezijo leta 52 pr. n. št., v kateri so prepričljivo zmagali Rimljani in zatem razširili ozemlje Rimske republike čez celo Galijo. Vojne so Juliju Cezarju utrle pot do izključnega vladarja Rimske republike.
Čeprav je Cezar vojne opisal kot preventivne in obrambne, se večina zgodovinarjev strinja, da se je vojskoval predvsem zaradi krepitve svoje politične kariere in plačila svojih velikih dolgov. Z osvojitvijo Galije je Rim zavaroval svojo severno mejo na drugi strani Alp in na Renu.
Galske vojne je opisal Julij Cezar v svoji knjigi Commentarii de bello Gallico (Komentarji galskih vojn), ki je primerno napisana in samo neznatno  pristranska in je kot taka najpomembnejši zgodovinski vir o teh vojnah.

## Politično ozadje
Cezar je zaradi finančnih stroškov svojega konzulskega položaja leta 59 pr. n. št.  zašel v velike dolgove. S članstvom v prvem triumviratu, političnem zavezništvu, v katerem sta bila poleg njega še Mark Licinij Kras in Pompej, si je Cezar zagotovil prokonzulski položaj v najmanj dveh provincah – Cisalpski Galiji in Iliriku. Ko je guverner Transalpske Galije Metel Celer nepričakovano umrl, je Cezarju pripadla tudi ta provinca. Cezarjevo guvernerstvo se je podaljšalo na pet let, kar je bilo v tistem času nekaj povsem novega.
Cezar je imel pod svojim neposrednim poveljstvom sprva štiri preizkušene legije: VII. legijo Claudia, VIII. legijo Augusta, IX. legijo Hispana in X. legijo Fretensis. Ker je bil leta 61 pr. n. št. guverner v Hispaniji Ulterior in se je s temi legijami uspešno vojskoval z Luzitanci, je dobro poznal večino, morda celo vse svoje legije. Poleg tega je imel pravna pooblastila, da po svoji presoji mobilizira dodatne legije in pomožne enote.
Njegova želja je bila, da osvoji in opleni nekaj pokrajin in se na ta način izkoplje iz dolgov. Galija vsekakor ni bila njegov prvi cilj. Bolj verjetno je imel v načrtu Dakijo na vzhodnem Balkanu.
Galija je bila v tistem času omikana in bogata. Imela je stike z rimskimi trgovci, nekatera plemena, zlasti Edui in Helveti, pa so v uživala stabilno politično zavezništvo z Rimom. 
Rimljani so galska plemena spoštovali in se jih bali. Samo petdeset let pred tem, leta 109 pr. n. št., so namreč Galci s severa napadli Italijo in Rimljani so se jih obranili šele po nekaj krvavih bitkah Gaja Marija. Okoli leta 62 pr. n. št. so se Rimu podložni Arverni povezali s Sekvani in Svebi z vzhodne obale Rena in napadli rimske zaveznike Edue, Rimljani pa so pri tem stali ob strani. Sekvani in Arverni so poiskali pomoč poglavarja Ariovista in leta 63 pr. n. št. v bitki pri Magetobrigi porazili Edue. Sekvani so po zmagi Ariovista nagradili z edujskim ozemljem. Ariovist je na okupiranem ozemlju naselil 120.000 svojih podložnikov. Ko se je Ariovistu pridružilo 24.000 Harudov, je od Sekvanov zahteval ozemlje še zanje. Njegova zahteva je zaskrbela tudi Rim: če bi Sekvani ugodili Ariovistovi zahtevi, bi Ariovist lahko  zasedel celo sekvansko ozemlje in napadel še preostalo Galijo. Spori med  podložnimi in nepodložnimi državami Rimljanov očitno niso skrbeli in se vanje niso vtikali, dokler niso Svebi pod vodstvom bojaželjnega Ariovista podjarmili Eduov in njihovih zaveznikov.  Ker so se bali novega vala množičnega priseljevanja, podobnega uničujoči Kimbrijski vojni, je Rim ostro posegel v obrambo Galije, kar se je nazadnje sprevrglo v nepreklicno vojno.

## Potek

### Začetek vojne: pohod proti Helvetom
Leta 61 pr. n. št. so začeli Helveti pod Orgetoriksovim poveljstvom načrtovati svojo selitev z ozemlja  sedanje Švica v jugozahodno Galijo. Razloge  za njihovo selitev Cezar omenja v dveh odlomkih svojih Komentarjev. Eden naj bi bil stalno nadlegovanja germanskih plemen,  drugi pa plenjenje njih samih zaradi slabega gospodarskega položaja na hribovitem in goratem ozemlju. V tem času so Rimljani v Narbonski Galiji izkoristili svoje politične prednosti in razpihovali trgovinske spore.
Helvetski poglavar Orgetoriks se je z dovoljenjem sveta starešin pogajal s častihlepnimi Sekvani in rimskimi podložniki Edui. Sekvani so začeli obžalovati, da so omogočili naselitev  številnih nediscipliniranih germanskih vojaških band, Edui pa niso več želeli ubogati rimskih oblastnikov in so poskušali vzpostaviti nekdanje obdobje plemenskih svetov.
Pogajanja za selitev so bila uspešna in Orgetoriks, ki je dobil dovoljenje za prehod in odobritev sveta starešin, je pripravil zaloge in vpoklical vojake.
Med pripravami se je Orgetoriksu s sklepanjem zakonskih zvez in izmenjavo družinskih članov uspelo osebno povezati s poglavarjem Sekvanov Kastikom in poglavarjem Eduov Dumnoriksom. Priprave Helvetov so trajale cela tri leta. V tem času so si preko odposlancev k več galskim plemenom poskušali  zagotoviti zaveznike in varen prehod preko njihovega ozemlja.
Orgetoriksovi galski tekmeci  so zatrjevali, da bo imel od političnih in diplomatskih uspehov koristi samo on, v kar so jih dodatno prepričale rimske spletke. Leta 58 so Orgetoriksove načrte razglasili za zvijačo, s katero bi se rad dokopal do oblasti, in te govorice začeli širiti med nasprotniki Helvetov, predvsem med rimskimi zavezniki. Govorice so uspele vnesti zmedo in povzročiti spore med plemeni. Orgetoriksa so poskušali prijeti na zboru starešin, vendar jim to zaradi njegovega osebnega spremstva in telesne straže ni uspelo.
Orgetoriks je v naslednjih mesecih za okrepitev svojega osebnega spremstva vpoklical približno 10.000  za orožje sposobnih mož. Aretaciji, ki so jo načrtovali njegovi nasprotniki, bi se zlahka izognil, a so ga med prepirom v njegovem taboru umorili.
Helveti so se kljub velikim nasprotjem interesov vrnili k dolgo načrtovani selitvi na varnejše pašnike med Santone na atlantski obali. Cezar piše, da so na pot krenili 28. marca in pred tem požgali vsa svoja naselja in vasi, da ne bi njihovega opuščenega kraljestva zasedla dvomljiva plemena ali nasprotniki. Zadržali in oborožili so svoja podložna plemena Ravrake, Tulinge, Latovike in Boje in med njimi najeli kontingent konjenikov.
Za selitev so imeli na razpolago dve poti. Prva, ki je vodila preko prelaza Pas de l'Ecluse med Jurskim pogorjem in reko Rono, je bila težka in nevarna. Druga je bila lažja. Vodila je do Ženeve, kjer se Ženevsko jezero izliva v  Rono. Na Roni je bil most, ki je omogočal varen prehod preko reke. Tamkajšnje ozemlje je pripadalo Alobrogom, ki so bili rimski podložniki  in pod nadzorom Rimske republike.
Cezar je bil medtem v Rimu, v ogroženi provinci Transalpski Galiji pa je bila ena sama rimska legija. Ko je izvedel za selitev Helvetov, je takoj odhitel v Ženevo in ukazal vpoklic več pomožnih vojaških enot in uničenje mostu. Helveti so preko odposlancev svojih novih vodij Nameja in Verdukleta poskusili izposlovati miren prehod in obljubili, da ne bodo delali škode. Cezar je pogajanja zavlačeval, njegovi vojaki pa so medtem utrjevali svoje položaje na drugem bregu reke. Zgradili so šestnajst čevljev visok okop, vzporedno z njim globok jarek in razpostavili baliste.  Legionarji so predse postavili najemniške lokostrelce in pračarje, Cezar pa je od Remov najel in/ali vnovačil kontingent galske konjenice.
Ko so se odposlanci vrnili, je Cezar uradno zavrnil njihovo prošnjo in jih opozoril, da bo preprečil vsak nasilen poskus prehoda preko reke. Nekaj poskusov je že preprečil. Helveti so se obrnili in se začeli pogajati s Sekvani, da jim dovolijo miren prehod njihovega ozemlja.
Cezar je svojo edino legijo prepustil svojemu drugemu poveljujočemu Titu Labienu in odhitel v Cisalpsko Galijo. Po prihodu je prevzel poveljstvo nad tremi legijami, ki so bile nastanjene v Aquilei, in vpoklical še XI. in XII. legijo. Na čelu petih legij se je odpravil po najkrajši poti skozi Alpe, prečkal ozemlja več sovražnih plemen in se z njimi nekajkrat spopadel.
Helveti so medtem že prešli ozemlje Sekvanov in plenili ozemlja Eduov, Ambarov  in Alobrogov. Omenjena plemena se jim niso mogla zoperstaviti, zato so za pomoč prosila Cezarja. Cezar jim je pomoč obljubil in presenetil Helvete pri prehodu preko reke Saone. Tri četrtine Helvetov je že prestopilo reko, četrtina (Tigurini) pa je ostala na vzhodnem bregu. Tigurine so napadle tri legije pod Cezarjevim poveljstvom in jih v bitki pri Ararju porazile. Ostanki Tigurinov so se razbežali po okoliških gozdovih.
Po bitki so Rimljani zgradili most čez Saono, da bi lahko zasledovali preostale Helvete. Helveti so Cezarju poslali pogajalce, ki jih je vodil tigurinski kralj Diviko, toda pogajanja so propadla. Rimljani so še štirinajst dni zasledovali Helvete, potem pa so zaradi težav z oskrbovanjem zasledovanje prekinili. Dumnoriks je očitno naredil vse, kar je bilo v njegovi moči, da bi preprečil oskrbovanje rimske vojske.
Cezar je medtem za Helveti poslal 4.000 rimskih in edujskih konjenikov, ki so v bitki s samo 500 helvetskimi konjeniki doživeli hud poraz. Rimljani so ustavili zasledovanje in se odpravili v edujsko prestolnico Bibrakto. Vloge vojskujočih so se zamenjale, saj so zdaj Helveti zasledovali Rimljane in se spopadali z njihovo zaščitnico.
Cezar je svojo vojsko razporedil po bližnjih gričih in čakal na odločilno bitko. V bitki pri Bibrakti so se Kelti in Rimljani spopadali večji del dneva, dokler niso Rimljani po nekaj urah trdega boja zmagali. Cezar piše, da je bila bitka "dolga, trda in z dvomljvim izidom". Poraženi Helveti so ponudili vdajo, ki jo je Cezar sprejel. Helvetskemu plemenu Verbigenov, ki je štelo 6.000 članov, je uspelo pobegniti in se izogniti ujetništvu. Ujeta galska plemena so na Cezarjev ukaz vrnili v domovino, pobegle Verbigene pa so ujeli in usmrtili.
Rimljani so selitev Helvetov preprečili predvsem zato, ker so bili izredno pomemben blažilnik med njimi na jugu in agresivnimi germanskimi plemeni na severu. Ujete Helvete so popisali in ugotovili, da se je od 368.000 Helvetov, med njimi 92.000 za boj sposobnih mož, v domovino vrnilo samo 110.000 preživelih.
| Pleme     | Število prebivalcev |
| --------- | ------------------- |
| Helveti   | 263.000             |
| Tulingi   | 36.000              |
| Latobrigi | 14.000              |
| Ravraki   | 23.000              |
| Boji      | 32.000              |
| Skupaj    | 368.000             |
| Bojevniki | 92.000              |

### Pohod proti Svebom
Leta 71 pr. n. št. je Ariovist, poglavar plemena Svebov in kralj Germanov, nadaljeval s selitvijo svojega plemena iz vzhodne Germanije v pokrajine ob Marni in Renu. Sekvani so ga kljub temu, da je s selitvijo posegel v njihovo ozemlje, prosili za podporo proti Eduom in ga po zmagi nad njimi v bitki pri Magetobrigi leta 61 pr. n. št. nagradili z dodatnim ozemljem. Ariovist je na podarjeno ozemlje naselil 120.000 svojih podložnikov. Ko se mu je pridružilo še 24.000 Harudov, je od Sekvanov zahteval še več ozemlja, da bi naselil tudi nje. Njegova zahteva je zaskrbela Rimljane: če bi mu Sekvani ugodili, bi Ariovist lahko zasedel celo sekvansko ozemlje in od tam krenil na osvajanje preostale Galije.
Večina galskih plemen je Cezarju po zmagi nad Helveti čestitala in se skušala srečati z njim na generalni skupščini. Edujski druid Divitijak je kot vodja edujske vlade in galske pogajalske delegacije izrazil zaskrbljenost zaradi Ariovistovih osvajanj in talcev, ki jih je vzel. Divitijak je od Cezarja  zahteval, naj porazi Ariovista in prepreči germansko invazijo, ker bo sicer moral poiskati zatočišče kje drugje.  Za zaščito dolgoletne edujske zvestobe ni bil odgovoren samo Cezar, vendar je Divitijakova zahteva zanj pomenila idealno priložnost, da razširi meje rimske države, okrepi zvestobo svoje vojske in dobi imenovanje za poveljnika rimske vojske izven Italije.
Rimski senat je leta 59 pr. n. št. Ariovista razglasil za "kralja in prijatelja rimskega ljudstva", zato Cezar Svebom ni mogel napovedati vojne. Ariovistu je objavil ultimat, v katerem je zahteval, da ne sme noben German prečiti Rena in da mora vrniti edujske talce.  Ariovist je na ultimat odgovoril, da bodo talci na varnem, dokler bodo Edui plačevali letni davek, in dodal, da so tako on kot Rimljani zmagovalci in da Rim ni pristojen za presojanje njegovih dejanj.  Ko je Cezar izvedel, da so Herudi napadli Edue in da množica Svebov poskuša priti preko Rena v Galijo, je leta 58 pr. n. št. Ariovistu napovedal vojno.
Ko so Cezarja obvestili, da namerava Ariovist napasti največje sekvansko mesto  Vesontio, je tja poslal svojo vojsko. Nekateri njegovi poveljniki so bili na teh položajih iz političnih razlogov in niso imeli nobenih vojnih izkušenj. Njihova morala je bila nizka in je ogrožala Cezarjev bojni pohod. Cezar jih je zato izzval z izjavo, da resnično zaupa samo 10. legiji. Provokacija je uspela in rimske legije so uspele priti do Vesontia pred Ariovistom.
Ariovist je Cezarju poslal delegacijo z zahtevo, da se z njim sestane. Sklenila sta premirje in se sestala na griču sredi ravnice. Med srečanjem so do griča prijezdili germanski konjeniki, s kamenjem obmetavali Cezarjevo spremstvo in s tem prekršili premirje. Dva dni kasneje je Ariovist zahteval ponovno srečanje. Cezar je okleval in na srečanje ni poslal svojih visokih častnikov, ampak svojega zaupanja vrednega prijatelja Valerija Procija in izkušenega trgovca Gaja Metija, ki je uspešno trgoval z Ariovistom. Ariovist je bil zaradi Cezarjevega izbora užaljen in je dal odposlanca vkovati v verige. Krenil je na pohod in se po dveh dneh utaboril nekaj kilometrov za Cezarjevim taborom, s čimer je prekinil njegove komunikacijske poti in oskrbo. Ker Cezarju ni uspelo Ariovista izzvati k odločilni bitki, je ukazal blizu Ariovistovega tabora zgraditi manjši tabor. Ko je bil tabor zgrajen, ga je Ariovist napadel in bil odbit.
Naslednje jutro je Cezar pred drugim taborom zbral zavezniške vojake, s svojimi legijami  pa je začel prodirati proti Ariovistu. Legijam je poveljevalo pet njegovih legatov in kvestor. Cezar se je umestil na desni bok.  Ariovist je proti njegovi vojski postavil sedem plemenskih formacij. Cezar je v bitki zmagal, v veliki meri zaradi silovitega napada Publija Krasa. Ko so se Gemani začeli potiskati levi bok rimske vojske, je Kras napadel s svojo konjenico in vzpostavil ravnotežje. Celotna germanska linija se je zlomila in začela bežati. Večina od Arovistovih 120.000 mož je bilo ubitih, on sam in ostanki njegove vojske pa so pobegnili čez Ren in se nikoli več niso spopadli z Rimom. Svebi, ki so taborili ob Renu, so se vrnili domov.

### Pohod proti Belgom
Leta 57 pr. n. št. je Cezar ponovno posredoval v galskih notranjih sporih in napadel Belge, ki so malo pred tem napadli rimska zavezniška plemena. Belgi so bili naseljeni na ozemlju, ki se približno ujema s sedanjo Belgijo. Združena belgijska plemena so rimski vojski pri Sabisu (Sambri) nastavila past, v kateri se je znašla v skoraj brezupnem položaju. Vzdržala je samo zaradi železne discipline in pravočasnega prihoda okrepitev in nazadnje zmagala.
Hitrost in množičnost Bodugnatovega napada, hitrost pešakov njegovih zaveznikov  Atrebatov in Viromandujev in silovitost in spretnost v rokovanju z orožjem njegovih težko oboroženih Nervov so popolnoma zmedli Cezarjeve spopadnike in konjenico, zdrobili čelo njegove vojske in skorajda osvojili rimski tabor in zajeli samega Cezarja. Cezar je izgubil vse svoje enote. Večina njegovih centurijev je bila mrtva ali ranjena, tako da je moral sam prevzeti poveljstvo vojske, kateri je grozila obkolitev in  pokol. Čvrsto držanje sosednje X. legije in hiter prihod okrepitev sta Cezarju omogočila pregrupiranje in ponovno razvitje njegovih enot, kar je ustavilo Atrebate in Viromanduje in jih nazadnje pognalo v beg.
Cezar je v svojih Komentarjih zapisal, da so bojeviti Nervijci ostali na bojišču tudi potem, ko je na  položajih Atrebatov in Virumandujev nastala zmeda. Ko so Nervijce obkolile rimske okrepitve so se še naprej bojevali, čeprav je nanje padala toča puščic in kopij. Peltaste, pračarje in lokostrelce je Cezar pripeljal iz tujine zaradi nenavadnega glaskega vojskovanje proti steni ščitov, masovnega napada in bojevanja mož na moža.
Posebno poznani in izkušeni vojaki so bili Nervijci, ki so z orožjem vladali podjarmljenim plemenom in pobirali davke, sami pa so se trdno držali tradicij junaških kopjanikov. Takšne značilnosti nasprotnikov je Cezar izkoriščal tako pogosto, kot je le mogel. Preudarno in predrzno je uoprabljal fiksna strelna orožja, na primer škorpijone  (scorpio) in lahke baliste, lokostrelce in peltaste, ki so med gosto strnjenimi Nervijci pobirali visok krvni davek. Cezar opisuje, da so Nervijci v bitki lovili rimska kopja med letom in jih metali nazaj na legijonarje. Tudi proti koncu bitke, ko je večina že padla, noben Nervijec ni zbežal z bojišča. Iz trupel padlih soborcev so zgradili okope in se z njih borili do smrti.
Belgi so v bitki utrpeli velike izgube in so se potem, ko so Rimljani začeli uničevati njihova mesta, vdali. Nervijci so bili močno zdelani in so pobegnili. Kasneje so se vdala ali pobegnila tudi vsa druga plemena. Njihov beg je omogočil Cezarju popolno oblast nad večino ozemlja, ki sedaj pripada Belgiji.

## Kazenski pohodi
Naslednje leto, leta 56 pr. n. št., je Cezar svojo pozornost obrnil proti plemenom na atlantski obali, predvsem proti Armoriškim Venetom v sedanji Bretaniji, ki so sestavili koalicijo protirimsko orientiranih galskih plemen. Veneti so bili pomorsko ljudstvo, ki je imelo svoje ladjevje jadrnic zasidrano v Morbihanskem zalivu. Da bi jih pokorili, so morali Rimljani zgraditi floto galej in začeti izvajati kombinirane  kopensko pomorske vojaške operacije. S takšnim načinom vojskovanja je Cezarju sčasoma uspelo podjarmiti tudi ta plemena.
Leta 55 pr. n. št. je Cezar povedel svojo vojsko preko Rena na kazenski pohod proti Germanom, čeprav Svebi, katerim je bil pohod namenjen, v bitkah nikoli niso sodelovali. Še istega leta je z dvema legijama odplul preko Rokavskega preliva v podoben kazenski pohod proti Britom. Britanska pustolovščina bi se  skoraj končala s katastrofo, ker se je večina rimskega ladjevja zaradi slabega vremena potopila, pogled na množico britskih bojnih voz pa je med preživelimi vojaki povzročil zmedo. Cezarju se je uspelo rešiti z obljubo, da bi Britom predal svoje talce, čeprav je kasneje v resnici predal samo dva. Umaknil se je iz Britanije in se leta 54 pr. n. št. vrnil s še večjo vojsko. Premagal je močne Katuvelavne in jih prisilil, da so začeli Rimu plačevati davek. Pohod je imel kratkotrajen učinek, v Rimu pa so zmago razglasili za velik vojaški uspeh, ki je dvignil Cezarjev ugled med rimskim prebivalstvom.
Pohodi leta 55 in 54 pr. n. št. so bili več stoletij sporni. Sporni so bili že za Cezarjeve sodobnike, predvsem za njegove politične nasprotnike, ki so v jih videli drago  vojaško parado za Cezarjevo osebno poveličevanje. Sodobna mnenja so ostro deljena na tista, ki kritizirajo Cezarjev goli imperializem, in tista, ki branijo koristi, ki jih je prinesla širitev rimske oblasti na Galijo.

## Konsolidacija in galski protinapadi
Nezadovoljstvo med podjarmljenimi Galci je pozimi leta 54-53 pr. n. št. sprožilo velik upor, ki se je začel med Eburoni na severovzhodu  Galije pod vodstvom njihovega poglavarja Ambioriksa.  Uporniki so iz Atuatuce Tungrorum (sedanji Tongeren v Belgiji) pregnali petnajst rimskih kohort in garnizon pod poveljstvom Kvinta Tulija Cicerona. Ciceron je preživel samo zaradi hitrega Cezarjevega protinapada. Rimljani so preostanek leta  53 pr. n. št. posvetili kazenskemu pohodu proti Eburonom in njihovim zaveznikom in jih popolnoma iztrebili.
Vstaja je bila zgolj uvod v mnogo večji pohod pod poveljstvom arvernskega poglavarja Vercingetoriksa. Vercingetoriksu je uspelo pod svojim poveljstvom združiti mnogo galskih plemen in držav. Zavedal se je, da imajo Rimljani zaradi boljše opreme in usposabljenosti na bojišču premoč, zato se je proti njim vojskoval s taktiko požgane zemlje, da Rimljani niso mogli obnavljati svojih zalog. Cezar je takoj odhitel v Galijo in prevzel poveljstvo nad vojsko, začel preganjati Galce in osvojil Avaricum, sedanji Bourges, pri Gergoviji pa je doživel poraz. Vercingetoriks je po zmagi naredil napako in se je, namesto da bi ostal na prostem, zaprl v Alezijo. Cezar ga je začel oblegati in medtem premagal ogromno galsko vojsko, ki je prihajala Vercingetoriksu na pomoč, zatem pa še Vercingetoriksa. Poraz je označil konec galskih vojn,  čeprav so povračilne operacije potekale še v letu 51 pr. n. št.. Dogajali so se tudi številni manjši upori, vendar je bila rimska oblast v Galiji resno ogrožena šele leta v 2. stoletju n. št..

## Galske vojne v literaturi in glasbi
Primarni zgodovinski vir podatkov za preučevanje galskih vojn so Cezarjevi Komentarji galskih vojn (Commentarii de bello Gallico). Napisani so v latinščini in so eden od najboljših ohranjenih primerkov neokrašene rimske proze. Komentarji so zato predmet obširnih študij latinistov in eden od virov klasične latinske proze, ki se uporablja kot standardno besedilo pri sodobnem poučevanju latinščine.
Galske vojne so priljubljen motiv v sodobnih izmišljenih zgodovinskih romanih, predvsem v Franciji in Italiji. Eden od njih je polzgodovinski Cezarjev druid Morgana Llewelyna o izmišljenem keltskem druidu, ki kot služabnik spremlja Cezarja na vojnih pohodih in zapisuje dogodke. Llewelyn je napisal tudi roman Druidi o keltskem druidu, ki pomaga Vercingetoriksu med pohodom proti Juliju Cezarju. Podobno vsebino ima roman Druidski kralj Normana Spinrada. In ne nazadnje je tu še niz zabavnih zgodb o Asteriksu Renéja Goscinnyja (zgodbe) in  Alberta Uderza (ilustracije). Zgodbe se dogajajo takoj po galskih vojnah, v Asteriksovi vasi, zadnji galski utrdb, ki se še upira Cezarjevim legijam.
Galske vojne so zgodovinski okvir priljubljenega zgodovinskega romana Cezar pisateljice Colleen McCullough.
Album švicarske folk metalske skupine Helvetios pripoveduje zgodbo o galskih vojnah, gledanih z očmi Helvetov.